# Человек-паук 2 (саундтрек)
Music from and Inspired by Spider-Man 2 — саундтрек к фильму «Человек-паук 2» (2004) от режиссёра Сэма Рэйми, основанному на комиксах издательства Marvel Comics об одноимённом персонаже. Был выпущен компанией Columbia Records 22 июня 2004 года. Альбом попал в топ 10 хит-парадов США и в топ 40 хит-парадов Австралии. Сингл «Vindicated» от Dashboard Confessional достиг высшей позиции в мировом чарте саундтреков в июне 2004 года и попал в топ 20 смешанных мировых и американских чартов современного рока. Трек «We Are» в исполнении Аны Юнссон был популярен в Европе и попал в чарты большинства европейских стран. Композиция «Ordinary» за авторством Train вошла в американский топ 40 синглов для взрослых. Написанная группой Killing Heidi песня «I Am» стала частью австралийской версии саундтрека и вышла в формате сингла. Она заняла 16-е место в ARIA Charts 19 июля 2004 года.

## Трек-лист
Трек-лист американской версии саундтрека:
| №   | Название                                                          | Автор(ы)                                                   | Продюсер(ы)                            | Длительность |
| --- | ----------------------------------------------------------------- | ---------------------------------------------------------- | -------------------------------------- | ------------ |
| 1.  | «Vindicated» (Dashboard Confessional)                             | Кристофер Каррабба                                         | Дон Гилмор                             | 3:20         |
| 2.  | «Ordinary» (Train)                                                | Пат Монахэн и Барт Хендирксон                              | Дон Гилмор                             | 3:33         |
| 3.  | «Did You» (Hoobastank)                                            | Дуглас Робб, Маркку Лаппалайнен, Дэниел Эстрин, Крис Хессе | Говард Бенсон                          | 3:18         |
| 4.  | «Hold On» (Jet)                                                   | Ник Цестер                                                 | Дэйв Сарди                             | 4:03         |
| 5.  | «Gifts and Curses» (Yellowcard)                                   | Yellowcard                                                 | Нил Аврон                              | 5:05         |
| 6.  | «Woman» (Maroon 5)                                                | Адам Левин                                                 | Марк Бэтсон                            | 5:08         |
| 7.  | «This Photograph Is Proof (I Know You Know)» (Taking Back Sunday) | Taking Back Sunday                                         | Лу Джордано                            | 4:12         |
| 8.  | «Give It Up» (Midtown)                                            | Гэйб Сапорта и Midtown                                     | Бутч Уолкер                            | 3:42         |
| 9.  | «Lucky You» (Lostprophets)                                        | Lostprophets                                               | Эрик Валентайн                         | 4:25         |
| 10. | «Who I Am» (Smile Empty Soul)                                     | Шон Дэнилсен и Джон Льюис Паркер                           | Джон Льюис Паркер                      | 3:15         |
| 11. | «The Night That the Lights Went Out in NYC» (The Ataris)          | Крис Роу                                                   | Лу Джордано                            | 3:36         |
| 12. | «We Are» (Ана Юнссон)                                             | Йорген Элофссон и Андреас Карлссон                         | Мартин Хансен и Микаэль Норд Андерссон | 3:55         |
| 13. | «Someone to Die For» (Джимми Некко при участии Брайана Мэя)       | Ален Йоханнес, Наташа Шнайдер и Крис Корнелл               | Рик Рубин                              | 5:08         |
| 14. | «Spidey Suite» (Дэнни Эльфман)                                    | Дэнни Эльфман                                              | Дэнни Эльфман                          | 4:01         |
| 15. | «Doc Ock Suite» (Дэнни Эльфман)                                   | Дэнни Эльфман                                              | Дэнни Эльфман                          | 3:53         |

## Международные издания
Во многих версиях саундтрека за пределами США были дополнительные треки, которые исполнители написали исключительно для своих родных стран.
- В британской версии саундтрека сингл Switchfoot «Meant to Live» занимает 12-е место в списке треков; он расположен между композициями «The Night That Lights Went Out in NYC» и «We Are».
- В австралийской версии саундтрека песня «I Am» группы Killing Heidi завершает альбом как 17-й трек.
- В японскую версию саундтрека добавлена песня «Web of Night» от группы TM Revolution, которая была популярным синглом в Японии. Также в японский релиз включён трек инди-группы Mew под названием «She Spider».
- В пакистанской версии саундтрека есть композиция группы Strings «Najane Kyun», что переводится как «Не знаю, почему».
- В польской версии саундтрека присутствует сингл «Chron to co masz» группы PtakY; он занимает 17-ю позицию.
- В Бразилии группа «Jota Quest» записала трек «Theme from Spider-Man»; он завершает саундтрека в качестве 16-го трек.
- Для индонезийского саундтрека группа Edane записала песню «Cry Out» и выпустила отдельный музыкальный видеоклип[2].

## Исключённые треки
- Изначально в саундтрек должен был войти сингл 3 Doors Down «Let Me Go», однако группа решила оставить его себе и включить в свой третий альбом Seventeen Days.
- Сиа записала для саундтрека песню «Where I Belong», однако, из-за конфликта с лейблом трек не стал частью альбома. На обложке сингла Сиа одета в костюм Человека-паука.
- В финальных титрах фильма играет кавер-версия темы из оригинального мультсериала в исполнении канадского певца Майкла Бубле. Несмотря на отсутствие в сборнике, песня была выпущена в формате сингла для продвижения фильма; также существуют ремиксы от Junkie XL и Ральфи Розарио.

## Чарты
| Чарт (2004)                       | Высшая позиция |
| --------------------------------- | -------------- |
| Австралия (ARIA)                  | 25             |
| Австрия (Ö3 Austria)              | 22             |
| Франция (SNEP)                    | 83             |
| Германия (Offizielle Top 100)     | 35             |
| Швейцария (Schweizer Hitparade)   | 30             |
| США (Billboard 200)               | 7              |
| США (Billboard Soundtrack Albums) | 1              |

| Чарт (2004)                      | Позиция |
| -------------------------------- | ------- |
| US Billboard 200                 | 127     |
| US Soundtrack Albums (Billboard) | 4       |

## Сертификаты
| Регион                                                      | Сертификация | Продажи  |
| ----------------------------------------------------------- | ------------ | -------- |
| США (RIAA)                                                  | Золотой      | 500 000^ |
| ^ Данные о тиражах приведены только на основе сертификации. |              |          |

## Человек-паук 2 (саундтрек)
Несмотря на то, что саундтрек содержал часть музыки к фильму от композитора Дэнни Эльфмана, Sony выпустила более полную версию альбома под названием Spider-Man 2: Original Motion Picture Score. Десятый и одиннадцатый треки помечены как «бонусные», поскольку не использовались в фильме (Джон Дебни и Кристофер Янг переработали несколько треков в дополнение к музыке из первого фильма). За исполнение композиций отвечал музыкальный коллектив Hollywood Freelance Studio Symphony под руководством Пита Энтони.

### Тек-лист
Вся музыка написана Дэнни Эльфманом.
| №   | Название                                                          | Длительность |
| --- | ----------------------------------------------------------------- | ------------ |
| 1.  | «Spider-Man 2 (Main Title)»                                       | 3:21         |
| 2.  | «M.J.'s New Life/Spidus Interruptus»                              | 2:31         |
| 3.  | «Doc Ock Is Born»                                                 | 2:23         |
| 4.  | «Angry Arms/Rebuilding»                                           | 2:51         |
| 5.  | «A Phone Call/The Wrong Kiss/Peter's Birthday»                    | 2:06         |
| 6.  | «The Bank/Saving May»                                             | 4:27         |
| 7.  | «The Mugging/Peter's Turmoil»                                     | 3:21         |
| 8.  | «Doc Ock's Machine»                                               | 1:42         |
| 9.  | «He's Back!»                                                      | 1:50         |
| 10. | «Train/Appreciation»                                              | 6:16         |
| 11. | «Aunt May Packs»                                                  | 2:51         |
| 12. | «Armageddon/A Really Big Web!»                                    | 6:28         |
| 13. | «The Goblin Returns»                                              | 1:36         |
| 14. | «At Long Last, Love»                                              | 2:59         |
| 15. | «Raindrops Keep Fallin' on My Head» (В исполнении Би Джея Томаса) | 3:14         |

### Инструменты
- Струнные: 30 скрипок, 14 альтов, 14 виолончелей, 8 контрабасов, 2 арфы.
- Деревянные духовые: 3 флейты, 2 гобоя, 3 кларнета, 3 фагота.
- Духовые: 12 валторн, 4 трубы, 6 тромбонов, 2 тубы.
- Ударные: 6 музыкантов.
- Клавишные: 1 фортепиано.